# Chiffon (textile)

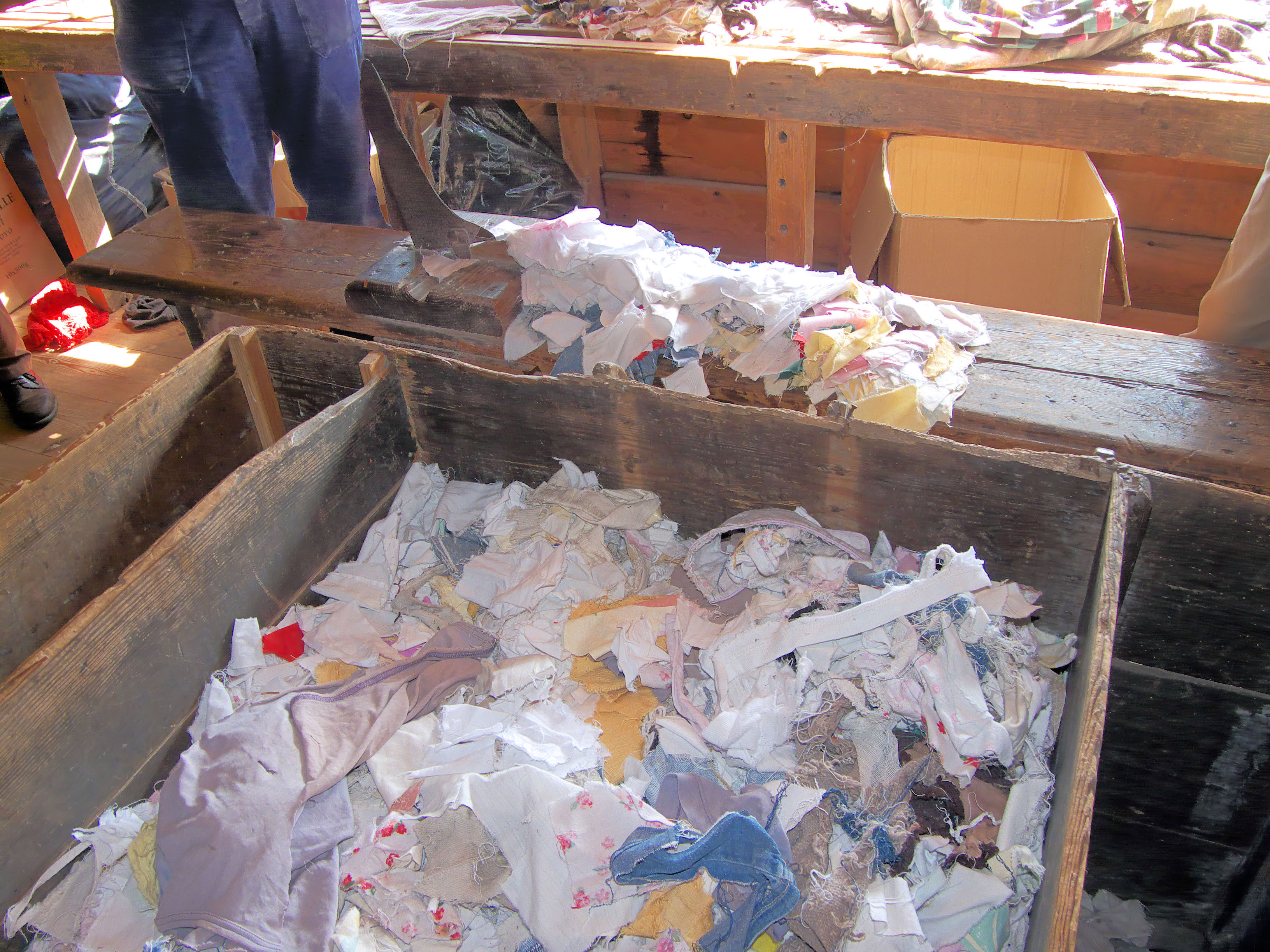
Chiffons.

Les chiffons sont des textiles au rebut, de coton, laine, lin, jute et chanvre, provenant soit des chutes de coupe de couture et de confection, soit de la récupération de pièces usées. On l'utilise pour le nettoyage et l'entretien ; il sert aussi pour la confection d'objets d'artisanat.
Le chiffon a été une matière première pour l'industrie papetière, pourvu qu'il soit d'origine végétale, excluant la laine, la soie et la fibre synthétique.
Par un euphémisme plaisant, on parle de « chiffons » pour des articles de mode — particulièrement quand on leur accorde beaucoup de valeur. « Parler chiffons », c'est discuter de détails de couture, et par extension, de tout métier.

## Usage des chiffons

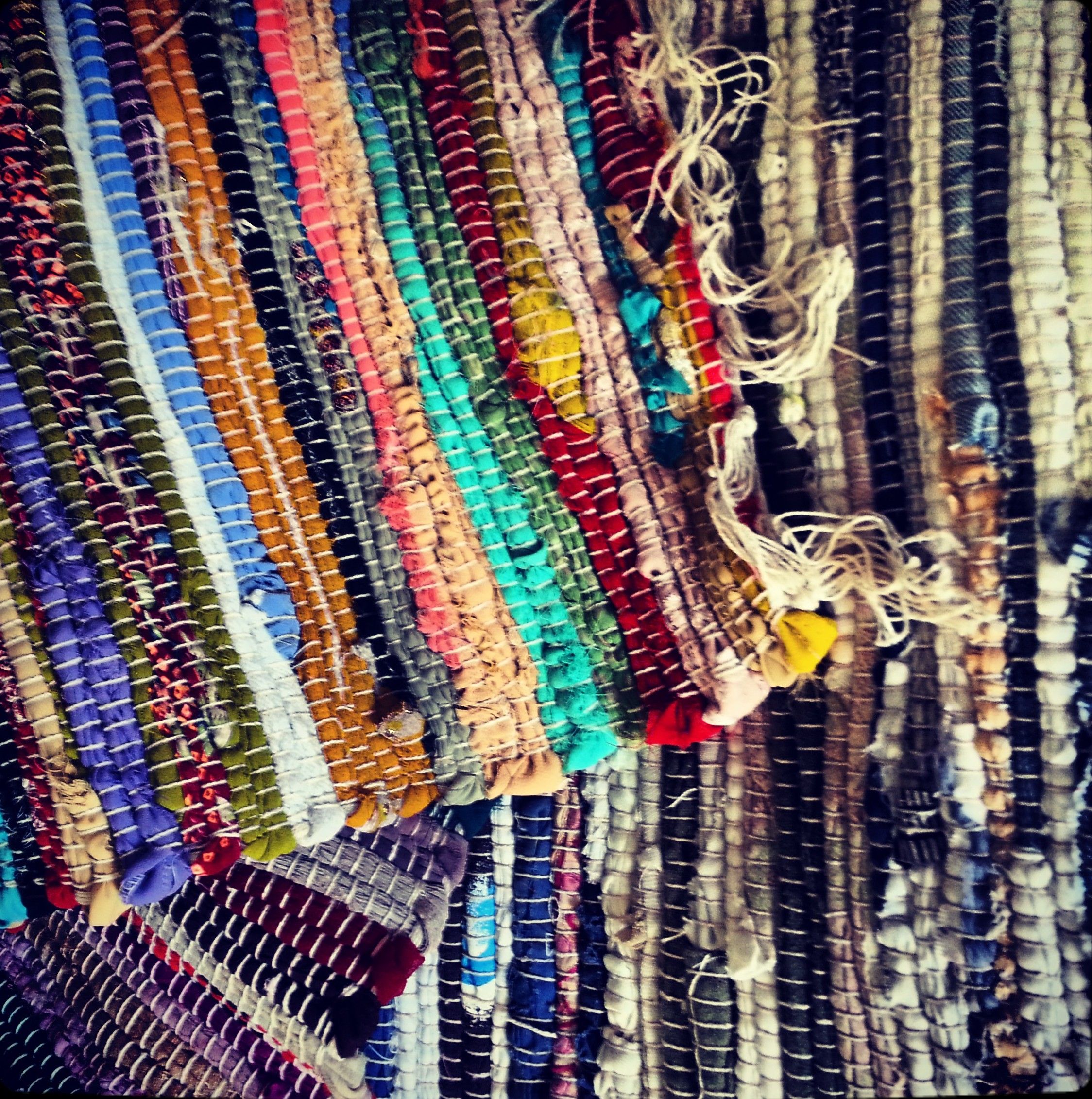
tapis de chiffons

La disparition de la demande de chiffon pour la fabrication de papier a rendu les chutes de textile et les tissus usés plus disponibles pour des usages populaires.
Dans l'Égypte ancienne, le chiffon servait au rembourrage des momies ; ils peuvent encore servir à la fabrication de toute sorte de rembourrage.
Des chiffons grossièrement assemblés servent de fil de trame pour la fabrication de tapis de chiffon multicolores par de petites industries. Il s'agit de la technique de tissage appelée "lirette".
Le chiffon est la matière première du patchwork.
On fabrique un peu partout des poupées de chiffon. Les plus simples consistent en deux pièces nouées en une ganse qui figure la tête, les plus élaborées sont rembourrées et cousues pour figurer, quelquefois avec beaucoup de détails, une figure humaine.

## Papier de chiffon
Le chiffon était la seule matière première en Europe pour l'industrie papetière jusqu'aux années 1830, quand on a commencé à produire de la pâte à papier à partir du bois. Les chiffonniers collectaient et triaient la matière première des moulins à papier, revendue au poids selon un barème tenant compte du fil utilisé. Le meilleur papier, qui était obtenu à partir de chiffons de lin, était rare. En Suède, dans les « villes de papeteries » (en suédois : pappersbruksstäder), qui vivaient presque entièrement de la papeterie, par exemple Mölndal dans l'ouest de la Suède, la pénurie de chiffons était préoccupante. Dans les années 1860, on a réussi à utiliser chimiquement la pâte de bois pour la fabrication du papier, ce qui a conduit à une baisse du prix du papier.
Le papier de chiffon perdure et est utilisé aujourd'hui pour certaines éditions de luxe, bien qu'en réalité, « presque aucun des [papiers] « pur chiffon » n'est plus réalisé avec des déchets de linge mais avec des linters de coton. L'appellation est même utilisée par des fabricants qui n'utilisent que le chanvre et le lin  ». Cette faible production de papier à partir de chiffons sert surtout pour le papier aquarelle.
La fibre de coton qui est un déchet des filatures de coton est utilisée aujourd'hui pour les billets de banque et autres objets de valeur.

## Chiffon de papier
Un chiffon de papier est un document dépourvu de la valeur que la personne qui s'en prévaut voudrait lui donner. L'expression est attestée en 1700 : « … ne se souvient-elle plus de l'usage qu'elle prétendit faire au Châtelet d'un certain chiffon de papier, dont on fit tant de bruit en ce temps-là. »

## Parler chiffons
Le mot chiffon s'emploie pour déprécier une pièce de tissu normalement jugée honorable, comme un drapeau. À la Restauration, un journal note dans le Lot-et-Garonne « un seul acte séditieux, commis par un perruquier, sans complice, qui s’avisa d’arborer, de nuit, un chiffon tricolore sur la croix de la paroisse de son village », alors que le drapeau de la France est blanc. À cette époque, « balancer le chiffon rouge » signifie parler, dans l'argot de Vidocq — ce chiffon est la langue ; à la fin du siècle, les adversaires de la Commune de Paris ne parlent pas de son drapeau, mais de son « chiffon rouge ».
Dans un registre plus léger, on parle de « chiffons » pour des articles de mode d'autant plus qu'on leur accorde beaucoup d'importance. « Parler chiffons », c'est discuter de détails de couture, et par extension, de tout métier.